# عبد المنعم خان
عبد المنعم خان (28 يوليو 1899 - 13 أكتوبر 1971) سياسي باكستاني، كان أطول حاكم يحكم باكستان الشرقية خلال الفترة 1962-1969.

## مسيرته
في عام 1930 عمل مع سوبهاش شاندرا بوز لتنفيذ عمليات المساعدة بعد الفيضانات في شمال البنغال. وفي عام 1932 أصبح أصبح السكرتير المؤسس لفرع رابطة مسلمي عموم الهند في عام 1935.
انتخب عضوا في لجنة عمل رابطة مسلمي شرق باكستان عام 1947. ثم أصبح مستشارًا في رابطة مسلمي عموم باكستان. وانتخب في الجمعية التأسيسية لباكستان ومجلس التعليم الابتدائي في شرق البنغال في عام 1948. ثم عُيّن في لجنة الدفاع البنغالية ومجلس الخدمات المسلحة الإقليمية في عام 1950.
خسر خان في الانتخابات التشريعية البنغالية الشرقية سنة 1954. وفي عام 1962 انتخب عضوًا في الجمعية الوطنية الباكستانية، وانضم إلى مجلس الوزراء برئاسة الرئيس أيوب خان ليصبح وزيرا للصحة والعمل والرعاية الاجتماعية. وخلال وزارته، أنشأ سبع كليات طبية في شرق باكستان، وأسس معهد الطب والبحوث للدراسات العليا. وبعد شهرين في 28 أكتوبر 1962 ، عُيَّن حاكمًا لباكستان الشرقية.

## مقتله
في حرب استقلال بنغلاديش دعم الجيش الباكستاني، وفي 13 ديسمبر عام 1971 أُطلق النار عليه في بلدة براني من قبل عضو في حركة موكتي باهيني. وتوفي خان في مستشفى كلية الطب في دكا.